# مارك كوزليك
مارك كوزليك (بالإنجليزية: Mark Kozelek)‏ هو عازف قيثارة ومغني ومغن ومؤلف وموسيقي وممثل أمريكي، ولد في 24 يناير 1967 في الولايات المتحدة.

## أعمال

### أفلام
- (2000) بالكاد مشهور[5]
- (2001) سماء الفانيلا[6]

## وصلات خارجية
- مارك كوزليك على موقع IMDb (الإنجليزية)
- مارك كوزليك على موقع ألو سيني (الفرنسية)
- مارك كوزليك على موقع ميوزك برينز (الإنجليزية)
- مارك كوزليك على موقع أول موفي (الإنجليزية)
- مارك كوزليك على موقع قاعدة بيانات الأفلام السويدية (السويدية)
- مارك كوزليك على موقع إن إن دي بي (الإنجليزية)
- مارك كوزليك على موقع أول ميوزيك (الإنجليزية)
- مارك كوزليك على موقع ديسكوغز (الإنجليزية)
- مارك كوزليك على موقع قاعدة بيانات الفيلم (الإنجليزية)
- مارك كوزليك على موقع كينوبويسك (الروسية)